# Aguadeira de Coimbra (Lupi)
Aguadeira de Coimbra é uma pintura a óleo sobre tela do artista português do período do Romantismo Miguel Ângelo Lupi (1826-1883) datada de 1879 e que está atualmente no Museu do Chiado, em Lisboa.
A Aguadeira de Coimbra é uma obra inacabada, sendo exemplo do método de Lupi de executar as suas obras com paciência e com tempo, se necessário afastando-se delas durante algum tempo para depois regressar retemperado, não tendo neste caso podido concluir a obra.

## Descrição
Trata-se do retrato de uma aguadeira coimbrã desconhecida que posa sentada numas escadas, olhando de frente, sorrindo levemente, de mãos cruzadas à frente e com um cotovelo apoiado num degrau de pedra. Tem um lenço amarelo na cabeça, que lhe cobre a nuca e deixa entrever cabelos morenos encaracolados na frente, e veste uma camisa brança e usa cruzado no peito um xaile multicolor com motivos orientais. Atrás de si, vê-se um cântaro típico das aguadeiras e um fundo esverdeado indefinido, pois Lupi privilegiou a modelação realista da figura, sobretudo rosto e cabelos.
Exibido pela primeira vez na exposição póstuma de Lupi, em 1883, com indicação no catálogo: "Por concluir". Legado de João Carlos Henriques, em 1941.

## Apreciação
Segundo Pedro Lapa, Lupi nem sempre pintava os seus quadros de modo contínuo, abandonando-os por algum tempo para depois regressar com novo entusiasmo. Assim foi o caso da Aguadeira de Coimbra, pintura que estaria na fase final de acabamento e que é um exemplo de tratamento do pitoresco. O xaile da aguadeira é pretexto para um cromatismo de ar livre, dado por esponjados e empastados sensuais com liberdade informal, mas o fundo não conhece tal tratamento. À pose tradicional do modelo sobrepõe-se uma atenção realista na representação do rosto e do cabelo, embora a luminosidade seja de atelier. Esta oscilação entre um academismo assumido e um fascínio pelo realismo parece ser uma adequada síntese da obra do artista.

### Ligação externa
- Página oficial do Museu do Chiado